# Kepler-51
 (juin 2025).
Désignations
Kepler-51 est une étoile située dans la constellation du Cygne, à environ 783,83 parsecs de la Terre.

## Caractéristiques physiques
Sa température effective est d'environ 6018 K.
Sa masse est estimée à 1,04 fois celle du Soleil.
Son rayon est d'environ 0,94 fois celui du Soleil.
Sa luminosité est d'environ 0,72 fois celle du Soleil.

## Observation
Ses coordonnées célestes sont : ascension droite 19h 45m 55,14s, déclinaison +49° 56′ 15,53″.

## Système planétaire
| Planète     | Masse   | Demi-grand axe (ua) | Période orbitale (jours) | Excentricité | Inclinaison | Rayon   |
| ----------- | ------- | ------------------- | ------------------------ | ------------ | ----------- | ------- |
| Kepler-51 b | 0,01 MJ | 0,25                | 45,15                    | 0,040        | 89,78°      | 0,63 RJ |
| Kepler-51 c | 0,01 MJ | 0,38                | 85,31                    | 0,014        | 89,44°      | 0,80 RJ |
| Kepler-51 d | 0,02 MJ | 0,51                | 130,19                   | 0,008        | 89,91°      | 0,86 RJ |
| Kepler-51 e | 0,02 MJ |                     | 264,28                   | 0,020        |             | 0,20 RJ |